# Lamproie de Planer
Lampetra  planeri
Espèce
Statut de conservation UICN

LC : Préoccupation mineure
La lamproie de Planer (Lampetra  planeri), autrefois aussi nommée lamprillon, est une espèce d'agnathes, caractérisée par un corps nu anguilliforme de 12 à 20 cm.

## Description
La lamproie de Planer est recouverte d’une peau lisse sans écaille sécrétant une forte quantité de mucus.

Adulte, elle est de couleur bleu-vert, avec les flancs jaunes et le ventre blanc.
Elle mesure en général de 12 à 20 cm pour un poids de 2 à 5 g. Elle se distingue par une bouche sans mâchoire mais pourvue d’une ventouse, et par l’absence de nageoires paires. D’autre part les nageoires caudales et dorsales sont en contact. Les orifices respiratoires, ou spiracles, sont toujours au nombre de sept et à chacun correspond une poche branchiale en forme de sac. Les lamproies absorbent et rejettent l'eau par les spiracles, du moins au stade adulte, grâce à de rapides contractions des sacs branchiaux. L'absorption de l'eau par la bouche est rare.
Comme chez les autres lamproies, l'espèce présente un dimorphisme sexuel, le mâle étant plus petit que la femelle en général.

## Génétique
La lamproie de Planer est un écotype à développement a priori strictement fluvial de la lamproie de rivière (leurs codes génétiques sont identiques), bien que d'autres hypothèses aient autrefois été émises : en 1912 F. Barthélemy écrivait   à son propos  :
« elle est très commune dans les rivières qu'elle semble ne pas quitter, on pense qu'elle passe l'hiver enfouie dans la vase. Cependant il semble assez logique d'admettre que, parvenue à l'état adulte, elle gagne la mer pour revenir ensuite sous forme de lamproie fluviatile ».

## Distribution géographique
Lampetra planeri, espèce très proche de la lamproie fluviatile (Lampetra fluviatilis), possède la même distribution géographique. Vivant uniquement en eaux douces, elle est présente dans les cours d'eau et occasionnellement dans les lacs au Nord-ouest de l’Europe (Kelly et King, 2001). Sa distribution s’étend de l’Europe de l’Est et du Nord jusqu’aux côtes italiennes et portugaises.

## Développement et reproduction

### Une unique reproduction
La  reproduction s’effectue au printemps, principalement pendant les mois d’avril et de mai (P. Keith & Allardi, 2001), pour une température comprise entre 8 et 11 °C. La période de frai est donc variable à cause de la température et peut s’étaler de février à mai. La maturité sexuelle est atteinte à partir d’une taille de 9-15 cm.  Certains auteurs pensaient autrefois que la plupart des lamproies de Planer mouraient après la reproduction, mais que certaines gagnaient la mer et revenaient ensuite sous forme de lamproies marines.
Les femelles construisent un nid de forme ovale, de 4 à 10 cm de profondeur en fonction du nombre de participants à sa construction (Tronche, 2000). Jusqu’à 30 individus peuvent se reproduire sur un même nid. Le mâle s’enroule alors autour de la femelle qui est fixée sur le fond grâce à sa ventouse. Les œufs fécondés tombent au fond du nid où ils s’enfoncent dans les sédiments. La fécondité est assez élevée avec 440 000 ovules/kg de poids vif. Après la reproduction, les adultes meurent, ceux-ci ne se reproduisent qu’une seule fois au cours de leur vie.

### La phase larvaire
La lamproie de Planer se caractérise par une phase larvaire longue, de 5 à 6 ans. Quelques semaines après la reproduction, les larves ou ammocètes éclosent, elles ne mesurent alors qu’un centimètre et vont s’enfouir dans les sédiments où elles vont se développer. Pendant cette période, les larves sont très vulnérables. En effet, beaucoup de jeunes larves sont retrouvées dans les contenus stomacaux des truites farios, quelques semaines après le frai (Tronche, 2000). Au contraire, la mortalité est relativement basse pendant le reste de la vie larvaire (Hardisty, 1961).
Sa bouche en forme de fer à cheval étant dépourvue de dent, elle piège sa nourriture présente dans les sédiments ou apportés par le courant, grâce au mucus de son pharynx. Les diatomées (algues unicellulaires) et les détritus organiques constituent la principale nourriture des larves, mais elles peuvent occasionnellement consommer des protozoaires, nématodes ou rotifères (Kelly et King 2001). La larve est totalement aveugle pendant cette période.

### La métamorphose
Le passage du stade larvaire à l’adulte (métamorphose) dure généralement 3 à 10 mois et a lieu à l’automne (Hardisty & Potter 1971). Plusieurs modifications morphologiques et physiologiques sont à noter :
- les organes génitaux augmentent de volume,
- le système digestif s’atrophie, empêchant toute prise de nourriture,
- la nageoire dorsale se développe et change de forme,
- les femelles acquièrent une nageoire anale,
- les yeux deviennent fonctionnels.